# 王原直
王原直（？—？），真定人，是一名清朝政治人物。荫生出身。
王原直曾于接替谭琳任福州府知府一职，康熙三十一年由石之玫接任。